# Fjodor 1. af Rusland
Fjodor I af Rusland (russisk: Фёдор I Иоаннович, tr. Fjodor I Ioannovitj; født 31. maj 1557, død 17. januar 1598) var en russisk zar. Han var søn af zar Ivan den grusomme og zarina Anastasia Romanovna. Fjodor I er kendt som "klokkeringeren", da han holdt af at rejse rundt i sit rige og ringe med kirkeklokkerne i landets kirker. Fjodor blev født i Moskva og blev kronet til zar den 31. maj 1584. Han var den sidste hersker fra Rurikslægtens hovedlinje.
Fjodor var efter sigende mentalt tilbagestående og havde ingen interesse for politik og statsstyre. Han var meget from og brugte meget af sin tid på at bede. Han havde overtaget et land, som var mærket af hans fars hårde regeringsførelse og behøvede ro til at stabilisere handel, administration og jordbrug. Fjodor I overlod styret til sin handlekraftige svoger Boris Godunov, der i hele hans regeringstid var rigets de facto hersker.
Fjodor I giftede sig i 1580 med Irina Godunova, efter næsten 12 års ægteskab nedkom zarinaen med en datter, der blev døbt Feodosia og døde to år gammel i 1594, men derudover fik de ingen børn. Fjodor I blev således den sidste af Rurikdynastiets mandslinje på den russiske zartrone, og hans død i 1598 indvarslede begyndelsen på den vanskellige og konfliktfyldte periode, der er kendt i russisk historie som Forvirringens tid.